# Любиша (Словакия)
Любиша (словац. Ľubiša) — село и одноимённая община в районе Гуменне Прешовского края Словакии. Расположен в северо-восточной части Словакии в южной части Низких Бескидов в долине Лаборца.

## История
| Год:                | 1994 | 2004    | 2014    | 2024    |
| ------------------- | ---- | ------- | ------- | ------- |
| Количество человек: | 798  | 838     | 812     | 819     |
| Разница:            |      | +5,01 % | −3,10 % | +0,86 % |

Национальный состав населения (по данным последней переписи населения 2001 года):
- словаки — 98,90 %,
- цыгане — 0,74 %,
- украинцы — 0,25 %,
- русины — 0,12 %.

Состав населения по принадлежности к религии состоянию на 2001 год:
- римо-католики — 95,96 %,
- греко-католики — 3,31 %,
- православные — 0,37 %,
- не считают себя верующими или не принадлежат к одной вышеупомянутой конфессии — 0,37 %.